# Devania
Devania is een geslacht van zeesterren uit de familie Ophidiasteridae.				

## Soort
- Devania naviculiforma Marsh, 1974